# Coppelion
Coppelion (japanisch コッペリオン Kopperion) ist eine japanische Manga-Serie, welche von Tomonori Inoue geschrieben und gezeichnet wurde. Die Geschichte handelt von drei Oberstufenschülerinnen, welche durch Genmanipulationen gegenüber Radioaktivität unempfindlich gemacht wurden und in das durch einen Nuklearunfall verwüstete Tokio ausgesandt werden. Die erste Veröffentlichung erfolgte von 2008 bis 2016 als Fortsetzungsgeschichte im Young Magazine des Kōdansha-Verlags. Die Kapitel wurden danach in 26 Tankōbon-Bänden herausgebracht.
Eine Umsetzung als Anime durch das Studio GoHands wurde in Japan sowie als Simulcast über Animax Asia in weiteren asiatischen Ländern von Oktober bis Dezember 2013 ausgestrahlt. Viz Media besitzt in den Vereinigten Staaten eine Lizenz für eine Verbreitung des Animes als Stream und auf Datenträgern. Über Kazé Deutschland ist auf Blu-ray eine deutsche Synchronisation erhältlich.

## Handlung
Im Jahr 2016 trifft Tokio eine Katastrophe. In einem Kernkraftwerk auf Odaiba kommt es zur Kernschmelze und das gesamte Stadtgebiet wird kontaminiert. Dadurch ist die Regierung gezwungen, die Evakuierung der Bewohner Tokios anzuordnen. 20 Jahre später ist Tokio aufgrund der hohen Strahlenwerte zu einer Geisterstadt geworden, zu der die Regierung jeglichen Zutritt verboten hat. Als ein Notsignal aus Tokio empfangen wird, entsenden die Bodenselbstverteidigungsstreitkräfte (JGSDF) drei Oberstufenschülerinnen der Dispatch 3rd Special Force Coppelion, welche das Gesundheitsfürsorgeteam bilden. Durch Genmanipulationen sind die Coppelions nicht nur immun gegenüber Radioaktivität, sie besitzen auch besondere Fähigkeiten. Die drei Mädchen brechen in die Hauptstadt in Ruinen auf, um Überlebende zu finden. Auf ihrem Weg treffen sie auf Menschen und deren durch die Katastrophe geprägten Schicksale. Zugleich fragen sie sich selbst, inwieweit sie mit ihrem gentechnisch veränderten und im Labor aufgezogenen Körpern noch Menschen sind oder nur Puppen. Die Begegnungen mit anderen Coppelions, Zeugen des Unglücks und deren Hinterlassenschaften lassen nach und nach weitere gefährliche Geheimnisse bekannt werden.

## Figuren
Ibara Naruse (japanisch 成瀬 荊 Naruse Ibara, Originalsynchronstimme in Japan: Haruka Tomatsu)
Ibara Naruse ist die Anführerin der Coppelion-Rettungseinheit. Sie besitzt eine übernatürliche Körperkraft und herausragende athletische Fähigkeiten. Zusätzlich ist sie eine hervorragende Schützin mit Feuerwaffen. Ibara ist eine sehr freundliche Person, was sich darin zeigt, dass sie überaus bestrebt ist, anderen Menschen zu helfen, und auch darin, dass sie sorglos alle jene, welche von der Strahlung betroffen sind, mit dem Allheilmittel namens „Äther“ behandelt – auch, wenn diese Kranken nicht mehr gerettet, sondern nur noch die Leiden gelindert werden können. Sie ist die einzige Figur, welche im Original im Kansai-Dialekt spricht. In der 11. Anime-Folge wird angedeutet, dass es eine Liebesbeziehung zwischen ihr und Haruto geben könnte.
Aoi Fukasaku (japanisch 深作 葵 Fukasaku Aoi, Originalsynchronstimme in Japan: Kana Hanazawa)
Aoi Fukasaku ist ein unbekümmertes Mitglied der Coppelion-Rettungseinheit. Sie ist eine gute Zuhörerin, wenn andere ihr von Problemen erzählen. Sie wurde von den Ozu-Schwestern in der Schule gemobbt, was zu ihrer starken Angst vor den beiden führte. Aoi hat eine eskapistische Haltung, was sich darin zeigt, dass sie sich einmal in einem Lagerraum eingeschlossen hatte, im Glauben, jedermanns andere Arbeit zu stören. Augenscheinlich besitzt sie psychische Kräfte, welche bis zur Fähigkeit der Levitation und dem Errichten von Kraftfeldern reichen, sie kann diese aber nicht genau kontrollieren. Benutzt sie ihre Kräfte, so ist ihre Körperkraft erhöht aber es fehlen jegliche Erinnerungen an ihre Handlungen dabei.
Taeko Nomura (japanisch 野村 タエ子 Nomura Taeko, Originalsynchronstimme in Japan: Satomi Akesaka)
Taeko Nomura ist ein Mitglied der Coppelion-Rettungseinheit. Ihre Sinne sind verbessert, herausragend ist insbesondere der Sehsinn. Ihre Augen sind so stark verbessert, dass sie im Alltag eine besondere Brille tragen muss, um die überstarke Sehschärfe etwas zu senken. Im Verlauf der Mission freundet sie sich mit einem halbwilden Hund an. Taeko wurde medizinisch geschult und hat Naruse behandelt, als sie verletzt war.
Haruto Kurosawa (japanisch 黒澤 遥人 Kurosawa Haruto, Originalsynchronstimme in Japan: Kenichi Suzumura)
Haruto Kurosawa ist ein Mitglied der Säuberungstruppe, welche die Coppelion-Kampfeinheit ist. Er ist geschickt im Umgang mit und der Herstellung von Schusswaffen und Sprengstoffen. Zu Beginn hatte eine Aversion gegenüber „normalen“ Menschen, doch unter dem Einfluss von Ibara, Aoi und Taeko entwickelt er eine Neugierde diesen gegenüber. Auf die Frage, warum er Menschen helfe und welche in der vorletzten Folge gestellt wird, antwortet er „…wir brauchen euch“. Zum Ende der 11. Folge gibt es Hinweise auf eine Beziehung zwischen ihm und Ibara. Sein Tod ist anzunehmen.
Kanon Ozu (japanisch 小津 歌音 Ozu Kanon, Originalsynchronstimme in Japan: Yui Horie)
Kanon Ozu ist die ältere der Ozu-Zwillingsschwestern und ein Mitglied der Coppelion-Kampfeinheit. Sie besitzt die DNA von Zitteraalen und damit auch die Fähigkeit, Elektrizität zu produzieren und Stromschläge auszuteilen. Sie und ihre Zwillingsschwester sind mörderische Psychopathen da der Mensch, von dem sie geklont wurden, eine berühmte Schauspielerin war, welche gleichzeitig eine unerkannte Serienmörderin war. Sie hat Angst, in die Nähe von Gewässern zu gehen, da sie sich selbst Stromschläge verabreichen kann.
Shion Ozu (japanisch 小津 詩音 Ozu Shion, Originalsynchronstimme in Japan: Maaya Sakamoto)
Shion Ozu ist die jüngere der Ozu-Zwillingsschwestern und ein Mitglied der Coppelion-Kampfeinheit. Sie besitzt hochfeste Knochen und eine übernatürliche Kraft und erscheint sogar stärker als Ibara.
Onihei Mishima (japanisch 三島 鬼兵 Mishima Onihei, Originalsynchronstimme in Japan: Rikiya Koyama)
Onihei Mishima ist ein Oberst der JGSDF und der Vizedirektor der Coppelions. Er hat seine Frau und seine Tochter bei der Nuklearkatastrophe verloren.
Mushanokōji (japanisch 武者小路 Mushanokōji, Originalsynchronstimme in Japan: Chafurin)
Mushanokōji ist ein Wissenschaftler, welcher für die JGSDF arbeitet. Er ist korpulent und liebt Essen, eine Liebe die so weit geht, dass Vizedirektor Mishima ihn mit Sushi bestechen kann.

## Veröffentlichungen

### Manga
Coppelion, getextet und gezeichnet von Tomonori Inoue und dessen Erstlingswerk, erschien als Fortsetzungsgeschichte vom 9. Juni 2008 bis zum 20. Februar 2016 in zwei Magazinen des Kōdansha-Verlags. Bis zum 7. Mai 2012 konnte Coppelion im Shūkan Young Magazine gelesen werden, danach im Gekkan Young Magazine (beginnend mit der Ausgabe vom 9. Mai). Das letzte Kapitel des Mangas wurde live während eines Seminars in der Vantan Game Academy in Osaka am 22. November 2015 gezeichnet. Die Kapitel wurden dann von Kōdansha in 26 Tankōbon-Bänden herausgebracht. Diese erschienen zwischen dem 6. Oktober 2008 und dem 6. April 2016. Beim amerikanischen Ableger von Kodansha erschien eine englische Fassung, bei Sharp Point Press in Taiwan eine chinesische.
Der Titel der Serie ist abgeleitet der Hauptfigur des gleichnamigen Balletstücks Coppélia von Léo Delibes, das wiederum auf die Erzählung Der Sandmann von E.T.A. Hoffmann zurückgeht. Coppélia ist eine mit Zauberkraft zum Leben erweckte Puppe, ähnlich wie die Protagonistinnen von Coppelion mit Gentechnik zu Puppen gemacht wurden.

### Anime
Mit der 40. Ausgabe des Weekly Young Magazines im September 2010 wurde bekanntgegeben, dass eine Anime-Umsetzung von Coppelion das Greenlight erhalten habe, doch aufgrund der zeitlichen Nähe zur Nuklearkatastrophe von Fukushima wurde die Projekt zurückgestellt. Im Jahr 2013 wurde die Produktion wieder aufgenommen. Im Studio GoHands entstanden 13 Folgen unter der Regie von Hiromitsu Kanazawa und Susumu Kudo sowie unter Mitwirkung von Regisseur Shingo Suzuki, der auch für das Charakterdesign verantwortlich war. Die Drehbücher schrieb Makoto Nakamura. Die künstlerische Leitung lag bei Masanobu Nomura und Takahiro Matsuura, das Mechanical Design entwarf Hiroshi Okubo und für die Kameraführung waren Toru Fukushi und Tsunetaka Ema verantwortlich. Die Tonarbeiten leitete Hideo Takahashi.
Die je 24 Minuten langen Folgen wurden vom 2. Oktober bis zum 25. Dezember 2013 von AT-X und BS11 in Japan ausgestrahlt. Die Folgen wurde auch als Simulcast, parallel zu den japanischen Sendungen, über Animax Asia in weiteren asiatischen Ländern verbreitet. Viz Media besitzt seit 2014 in den Vereinigten Staaten eine Lizenz für eine Verbreitung des Animes als Stream und auf Datenträgern. Die englische Fassung wurde über diverse Streaming-Plattformen zugänglich gemacht. Kazé veröffentlichte eine französische, Dynit eine italienische Fassung. Über Kazé Deutschland ist seit 2015 eine deutsche Synchronisation auf Blu-ray und DVD erhältlich. Der Anime erschien ab Januar 2015 in vier Teilen. Die Fassung wurde auch über die Plattform Anime on Demand veröffentlicht.

### Synchronisation
Die deutsche Synchronfassung entstand bei G&G Tonstudios unter der Regie von Jörn Friese, der auch das Dialogbuch schrieb.
| Rolle        | Japanische Stimme (Seiyū) | Deutsche Stimme |
| ------------ | ------------------------- | --------------- |
| Ibara Naruse | Haruka Tomatsu            | Birte Baumgardt |
| Aoi Fukasaku | Kana Hanazawa             | Winnie Brandes  |
| Taeko Nomura | Satomi Akesaka            | Rieke Werner    |

### Musik
Mikio Endo komponierte die Musik der Serie. Die Band angela singt die Lieder für den japanischen Vorspann Angel und den Abspann Tōkumade (遠くまで), eine folkige Ballade. Ein zweites Abspannlied derselben Interpreten namens Bye Bye All Right wurde für die 12. Folge benutzt.

## Rezeption
Der Manga stand mehrfach in den japanischen Verkaufscharts. Erstmals kam Band 3 mit über 20.000 Verkäufen innerhalb einer Woche auf Platz 29 in die Mangacharts. Die Bände 9, 10, 13, 14 und 15 standen mit über 30.000 Verkäufen in den Charts. Zuletzt gelangte Band 17 mit über 23.000 verkauften Exemplaren in den Manga-Verkaufscharts.
Der Stil des Mangas zeige eine aufsehenerregende Linienführung, so Jaqueline Berndt, deren Effekt mit Fortschreiten der Geschichte sich jedoch verbrauche. 2011 erhielt die Serie in Japan große Aufmerksamkeit, da sie mir ihrer Geschichte die Ereignisse der Nuklearkatastrophe von Fukushima vorwegnahm, auch wenn die Gefahren von Kernenergie nicht das zentrale Thema der Geschichte sind. Doch im Laufe der Handlung werden von Zeugen der Katastrophe immer wieder auch Ursachen und Probleme genannt, die auch in Fukushima eine Rolle spielten: Ignoranz und Sorglosigkeit in Bezug auf Gefahren wie Erdbeben, Sparsamkeit auf Kosten der Sicherheit, Unehrlichkeit von Politikern und ein Unwillen der Bevölkerung, ihren Lebensstil zu ändern. Auch die Umkehr der Idee einer Gated Community und das Zeigen eines verwilderten, von der Natur zurückeroberten Tokio sei politisch. Hauptthema ist jedoch der Status der drei Protagonistinnen, die sich ihres Daseins als Puppen bewusst werden, unter anderem weil sie durch ihre Herkunft und die Genmanipulation keine Kinder bekommen können. Im späteren Verlauf zeige sich auch deutlich, dass die Veröffentlichung in einem Magazin für junge Männer auf die Entwicklung der Geschichte Einfluss genommen habe: Die Zahl der Figuren reduzierte sich, um Spannung aufrechtzuerhalten, und die jungen Protagonistinnen werden auch in Kämpfen gegeneinander gezeigt oder auch Fanservice eingebaut. So machten die eher niedlichen Designs und die schnell weglesbaren Seitenlayouts den Manga trotz der ernsten Prämisse zu eher leichter Unterhaltung.
Wer von den bezaubernden Protagonistinnen und Endzeitstorys in einem etwas eigenwilligen Stil angesprochen werde, für den sei der Anime zu empfehlen, schreibt die AnimaniA. Doch die anderen Charaktere bleiben blass, der philosophische Ansatz oberflächlich. Insgesamt sei die Serie gut animiert, aber ausgerechnet in Actionszenen fielen Standbilder negativ auf und die Soundeffekte seien zu cartoonhaft und störten die Stimmung. Ein Hingucker sei dagegen das atmosphärisch in Szene gesetzte Setting im zerstörten Tokio.